# Бакурадзе, Георгий Фомич
Георгий Фомич Бакурадзе (род. 1928 год, Шорапанский уезд, Грузинская ССР) — звеньевой колхоза имени Берия Зестафонского района, Грузинская ССР. Герой Социалистического Труда (1949).

## Биография
Родился в 1928 году в крестьянской семье в одном из сельских населённых пунктов Шорапанского уезда (сегодня — Зестафонский муниципалитет). Окончил местную сельскую школу. Трудовую деятельность начал в годы Великой Отечественной в колхозе имени Берия Зестафонского района. В послевоенное время был назначен звеньевым виноградарского звена.
В 1948 году звено под его руководством собрало в среднем с каждого гектара по 75,6 центнеров винограда шампанских вин на участке площадью 3 гектара. Указом Президиума Верховного Совета СССР от 9 августа 1949 года удостоен звания Героя Социалистического Труда за «получение высоких урожаев винограда в 1948 году» с вручением ордена Ленина и золотой медали «Серп и Молот».
Этим же Указом званием Героя Социалистического Труда были также награждены труженики колхоза имени Берия бригадир Семён Антонович Небиеридзе, звеньевые Ион Амберкиевич Чулухадзе и Георгий Васильевич Цивцивадзе.
Дальнейшая судьба неизвестна.